# (73770) 1994 PG14
(73770) 1994 PG14 – planetoida z pasa głównego asteroid okrążająca Słońce w ciągu 4,07 lat w średniej odległości 2,55 j.a. Odkryta 10 sierpnia 1994 roku.